# Ignazio Masotti
Ignazio Masotti (Forlì, 16 gennaio 1817 – Roma, 31 ottobre 1888) è stato un cardinale italiano.

## Biografia
Nacque a Forlì il 16 gennaio 1817.
Fu segretario del Cardinale Giuseppe Bofondi, che seguì a Roma.
Papa Leone XIII lo elevò al rango di cardinale nel concistoro del 10 novembre 1884.
Morì il 31 ottobre 1888 all'età di 71 anni. Dopo le esequie, la salma venne tumulata nel sacello di Propaganda Fide nel cimitero del Verano.